# Leptophis modestus
Leptophis modestus е вид змия от семейство Смокообразни (Colubridae). Видът е световно застрашен, със статут Уязвим.

## Разпространение
Разпространен е в Гватемала, Мексико, Салвадор и Хондурас.